# Michel Edvire
Michel Edvire (1923-1943) fut un résistant français, membre de Combat Zone Nord, mort en déportation.

## Biographie
Fondateur (avec Gabriel Clara et Robert Héraude) du groupe de Compiègne, il est arrêté, le 3 mars 1942, emprisonné à Fresnes, puis déporté, en vertu du décret Nacht und Nebel.
Sa forte personnalité lui vaut un passage par le camp spécial SS d’Hinzert. Il est ensuite emprisonné à Sarrebruck.
- 19 octobre 1943 : il est condamné à mort (affaire Continent) par le 2e sénat du Volksgerichtshof.
- 7 décembre 1943 : avec Gualbert Flandrin, Georges Tainturier, Alexandre Gandouin, Gabriel Clara, Christian Héraude, Robert Héraude, Abel Laville et Albert Vandendriessche, il est guillotiné à la prison de Cologne.

## Sources
- Archives nationales.
- Archives départementales de l'Oise.
- Musée de la Résistance et de la Déportation de Besançon.
- BDIC (Nanterre).